# Мазуніно (Сарапульський район)
Мазу́ніно (рос. Мазунино) — село в Сарапульському районі Удмуртії, Росія.
Урбаноніми:
- вулиці — Гірська, Кірова, Леніна, Польова, Пролетарська, Радянська, Червоноармійська, Шкільна

## Населення
Населення становить 911 осіб (2010, 897 у 2002).
Національний склад (2002):
- росіяни — 87 %